# Al Lujack
Aloysius R. "Al" Lujack (nacido el 5 de octubre de 1920 en Connellsville, Pensilvania y fallecido el 26 de diciembre de 2002 en Bethesda, Maryland) fue un jugador de baloncesto estadounidense que disputó una temporada en la BAA. Con 1,90 metros de estatura, jugaba en la posición de alero.

## Trayectoria deportiva

### Universidad
Jugó durante dos temporadas en los Hoyas de la Universidad de Georgetown, en las que promedió 3,8 puntos por partido. Fue junto a Buddy O'Grady y Dino Martin uno de los primeros jugadores de los Hoyas en disputar competicones profesionales.

### Profesional
En 1946 fichó por los Washington Capitols de la recién creada BAA, con los que disputó 5 partidos, en la que promedió 0,8 puntos.

#### Estadísticas en la BAA

##### Temporada regular
| Temporada | Edad | Equipo              | Liga | Pos. | P | TC  | TCA | %TC  | TL  | TLA | %TL  | ASIS | FP  | PTS |
| 1946-47   | 26   | Washington Capitols | BAA  |      | 5 | 0.2 | 1.6 | .125 | 0.4 | 1.0 | .400 | 0.0  | 1.2 | 0.8 |
| Total     |      |                     | BAA  |      | 5 | 0.2 | 1.6 | .125 | 0.4 | 1.0 | .400 | 0.0  | 1.2 | 0.8 |